# رفیق آرسنی
رفیق آرسنی (روسی: Товарищ Арсений) فیلمی روسی است که در سال ۱۹۶۴ منتشر شد. از بازیگران آن می‌توان به لئونید پارخامنکو اشاره کرد.